# Petaurus norfolcensis
Petaurus norfolcensis là một loài động vật có vú trong họ Petauridae, bộ Hai răng cửa. Loài này được Kerr mô tả năm 1792.

## Hình ảnh

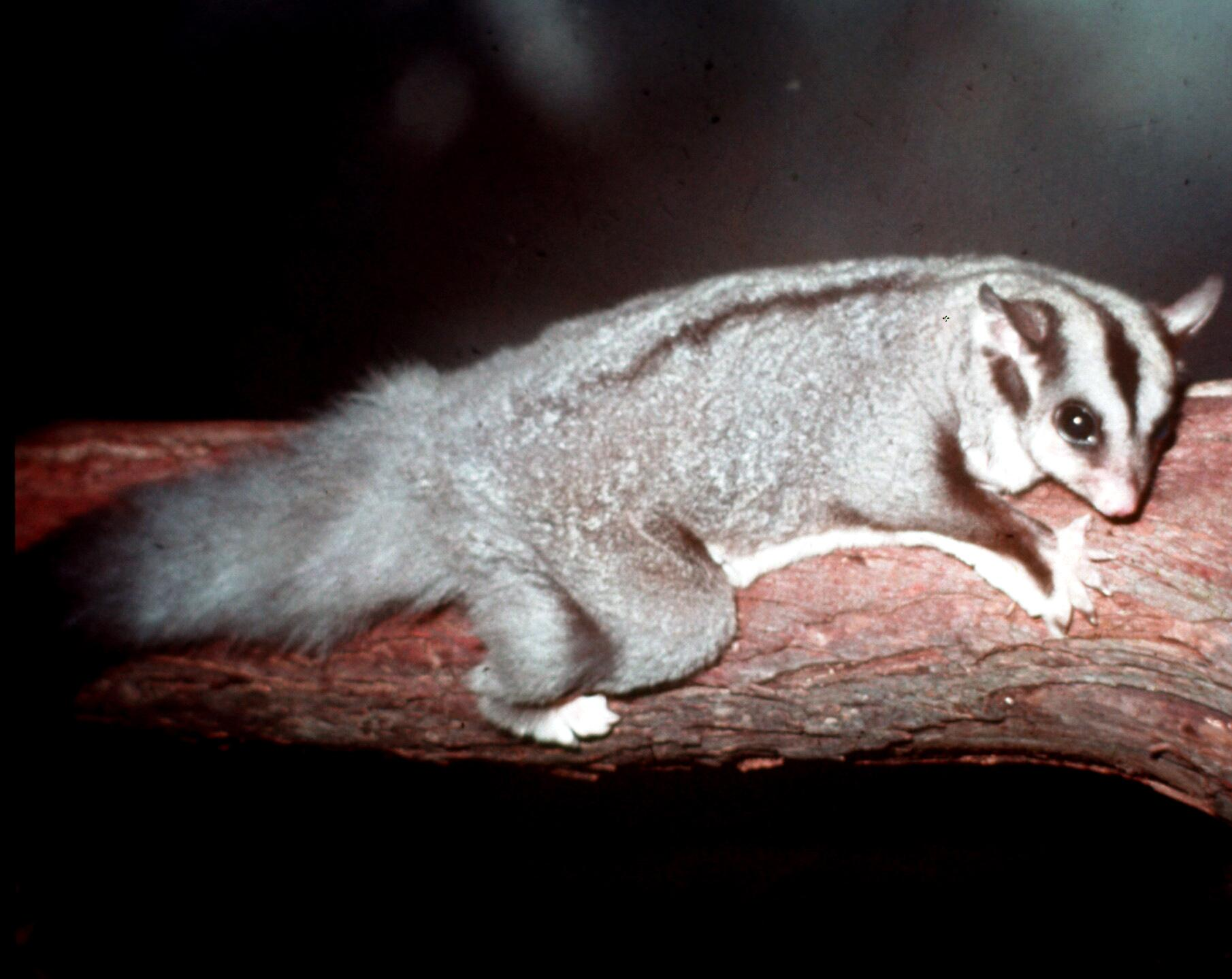
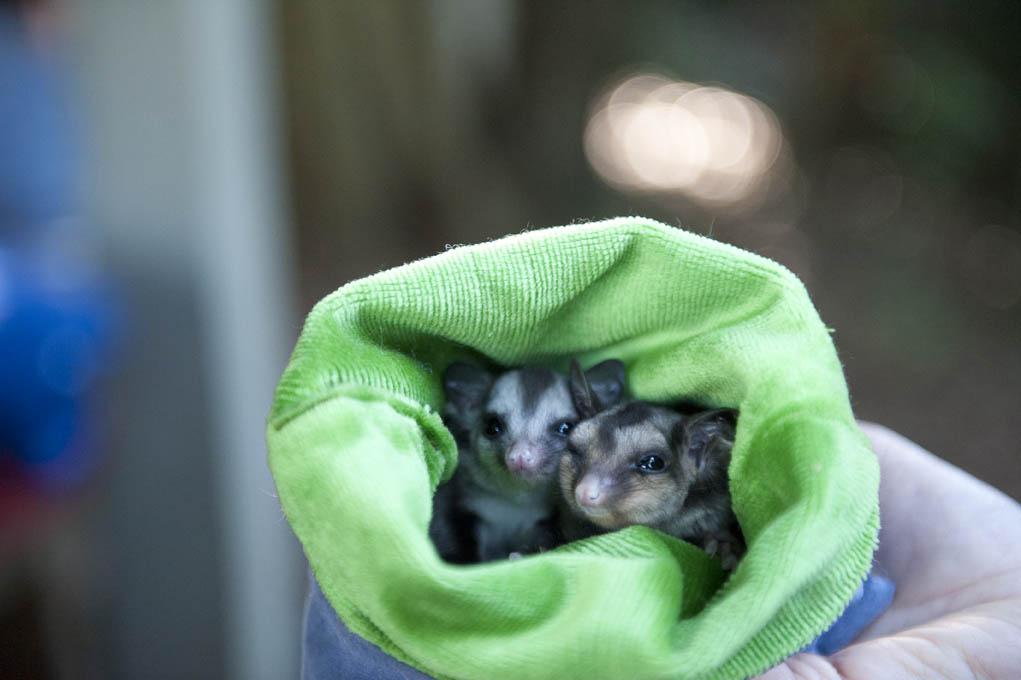
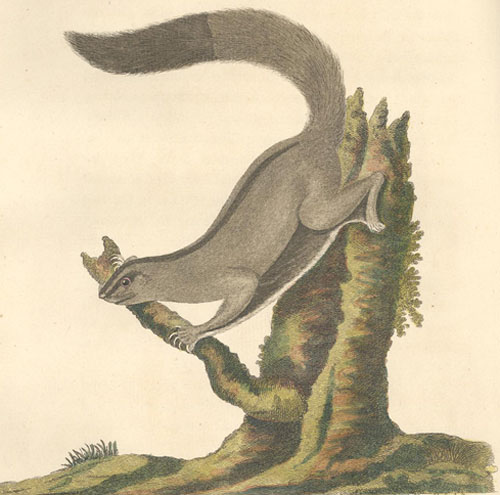
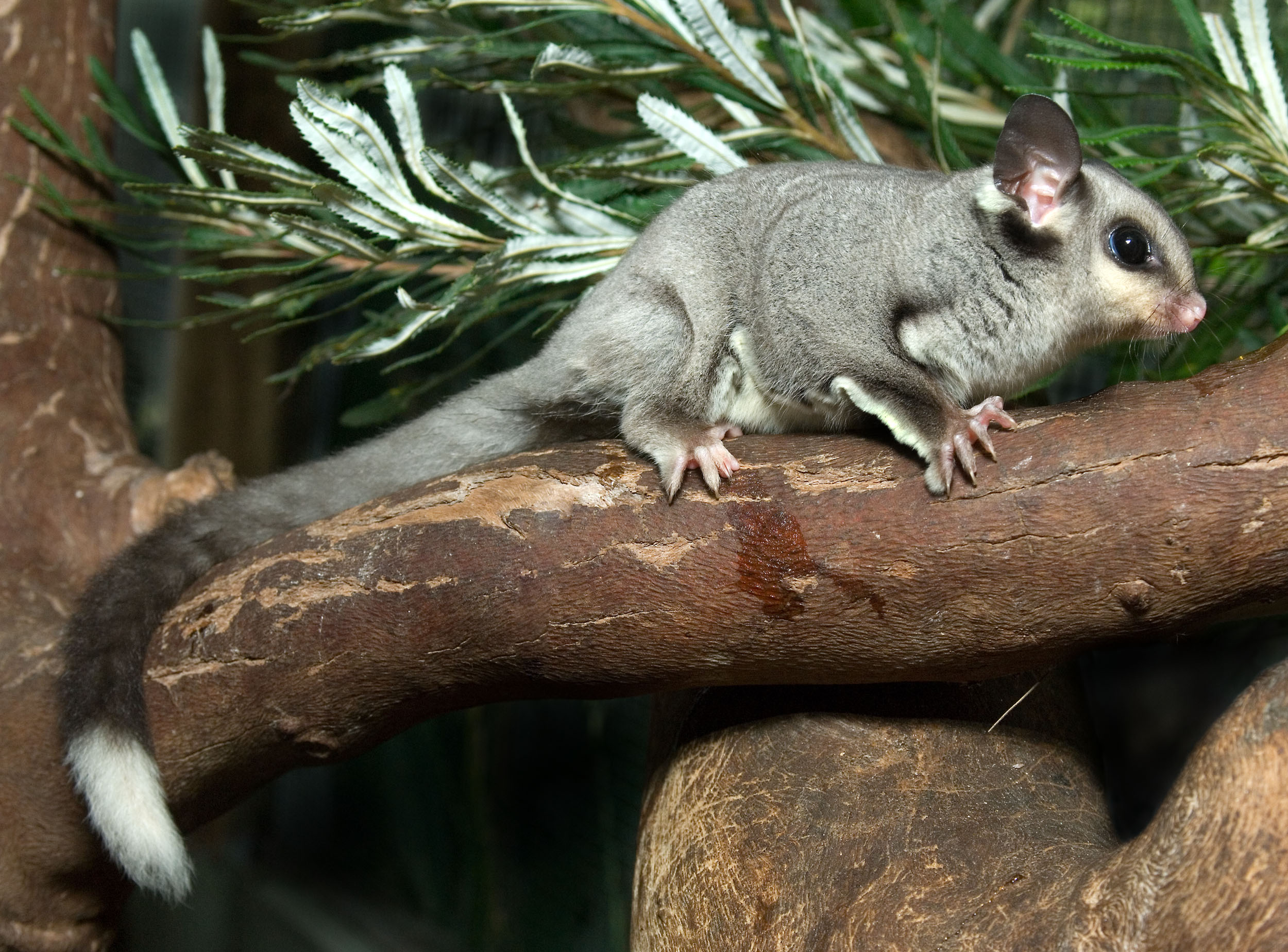